# Fosso Reale (Livourne)

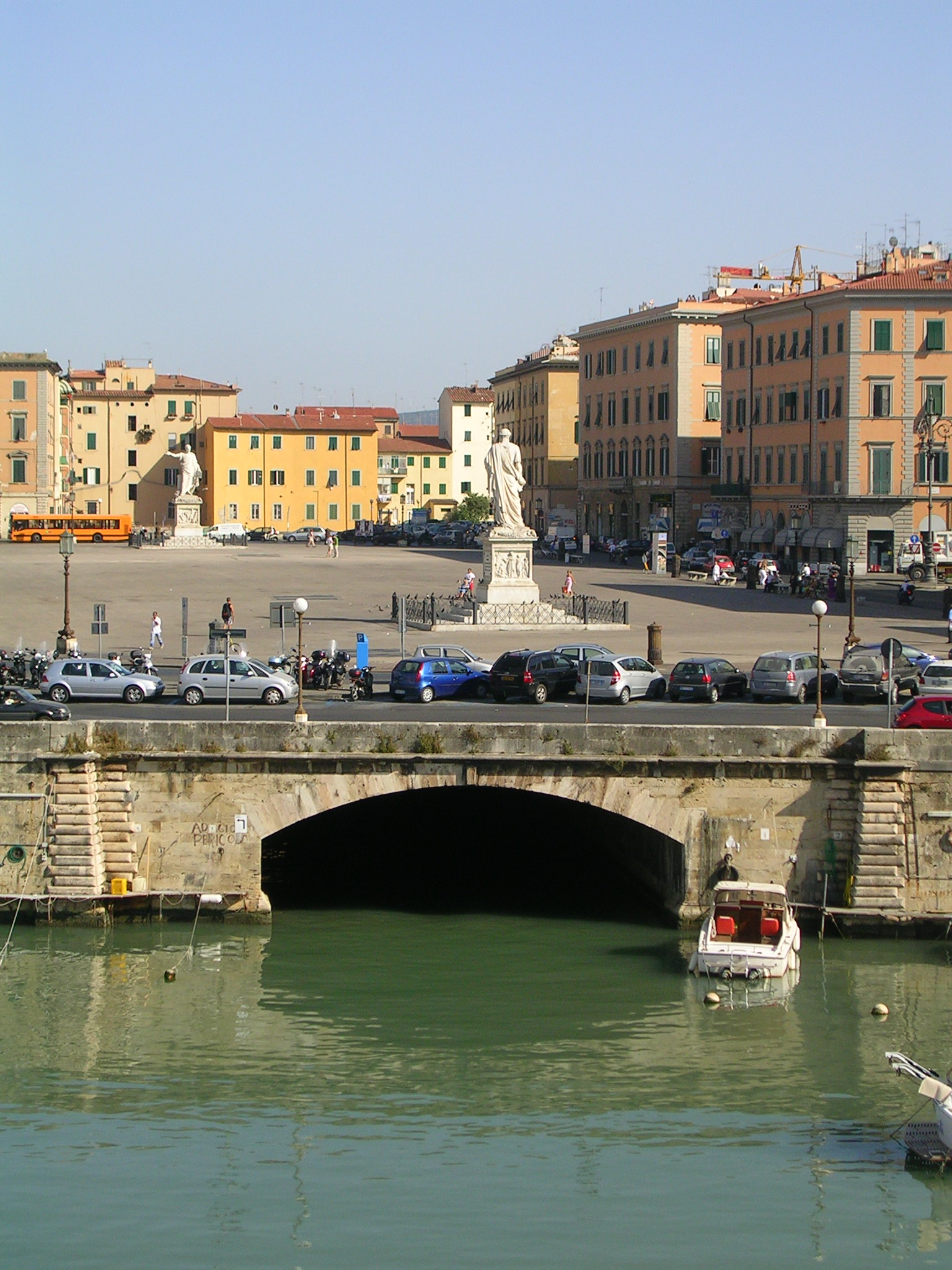
Le Fosso Reale près de la piazza della Repubblica

Le Fosso Reale de Livourne est une douve qui à l'origine suivait le périmètre de la ville fortifiée, par la suite, avec la destruction des bastions, elle a perdu sa fonction défensive.
Le système des douves et canaux de Livourne a été proposé au patrimoine de l'humanité.

## Histoire

### Le système défensif

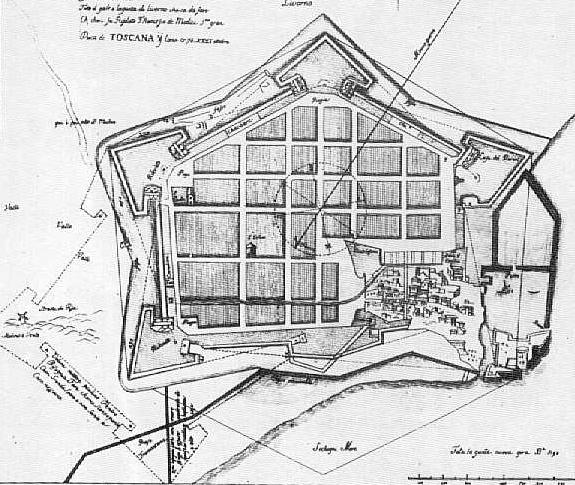
Projet Buontalenti XVIe siècle.

Livourne, à l'époque petit village a été achetée par les Florentins en 1421. Les Médicis confièrent la réalisation du plan d'urbanisme à Bernardo Buontalenti (Pentagone de Buontalenti).
Le projet Buontalenti réalisé pendant la seconde moitié du XVIe siècle avait pour but de permettre le débouché par mer du trafic du Grand-duché de Toscane.
L'architecte réalisa un plan de forme pentagonale, fermé par d'imposants bastions et fossés, intégrant le tissu urbain préexistant.

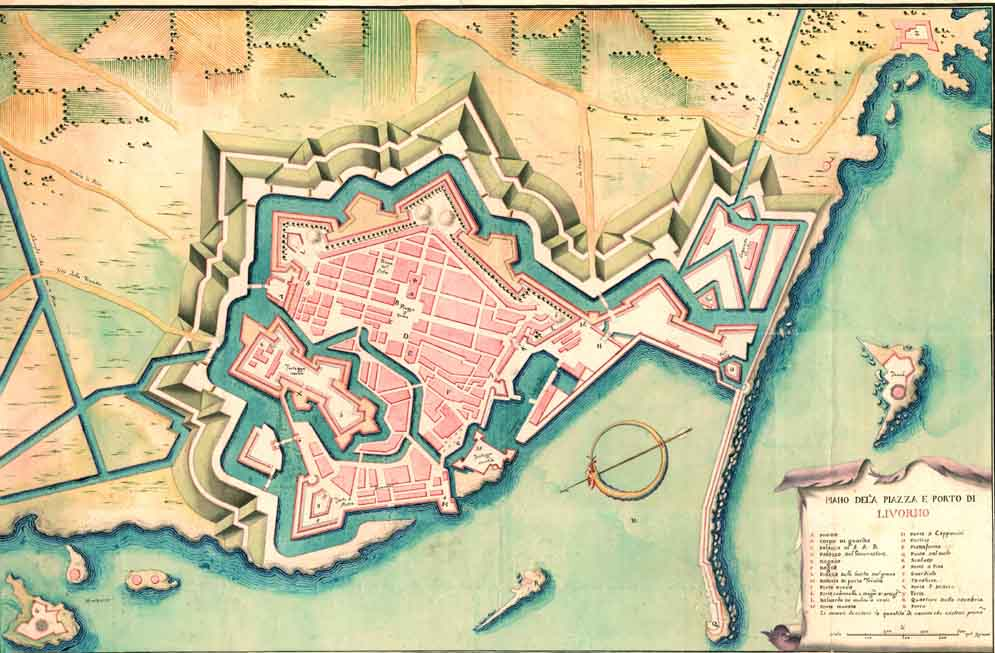
Plan de la ville au XVIIe siècle.

Toutefois, les travaux commencés en 1577 sous François Ier de Médicis procédèrent lentement pendant une décennie et ce fut Ferdinand Ier, au pouvoir en 1587, qui donna l'impulsion décisive au chantier.
Néanmoins, les plans originaux furent modifiés au cours des travaux avec l'ajout de demi-lunes entre les bastions orientés vers le sud et le Baluardo di San Francesco fut transformé en citadelle (Fortezza Nuova).
Au cours des premières années du XVIIe siècle la main-d'œuvre du chantier des douves dirigé par Claudio Cogorano, comptait 2 000 esclaves et 5 000 paysans.
En 1609, date d'arrivée au pouvoir de Cosme II de Médicis, les douves et les bastions étaient achevés et les années suivantes les installations portuaires furent renforcées avec la construction d'un grand mole.
À la fin du XVIIe siècle l'accroissement de l'habitat entraîna la destruction de la Fortezza Nuova et la création d'autres douves et le long des cours d'eau s'établirent des magasins et dépôts de marchandise  qui devinrent les principales artères commerciales de la ville.

### Leslungarni
Le  Fosso Reale garde ses caractéristiques jusqu'au XIXe siècle jusqu'à la destruction des bastions et l'urbanisation déjà entamée à la fin du XVIIIe siècle de la zone occupée par les terre-pleins extérieurs du fossé.
le plan de Luigi de Cambray Digny, créa un nouveau quartier ainsi qu'une place le long du Fosso Reale (Piazza Cavour ) ; en 1840  les remparts furent modifiés d'après un projet de Luigi Bettarini, lequel projeta aussi la couverture du fossé avec une grande voûte qui détermina au niveau du terre-plein la création d'une place (piazza della Repubblica).
Les terrains constructibles furent achetés par les familles livournaises fortunées qui réalisèrent des palais et des hôtels. L'aspect du nouveau parcours du Fosso Reale était devenu similaire aux lungarni florentins.
Aujourd'hui, le Fosso Reale et les canaux du quartier dit « Venezia Nuova » ont perdu leur vocation commerciale et sont utilisés principalement pour abriter de ports aux petites embarcations (1 500 - 2 000 places).
Au cours des dernières années une relance touristique est engagée avec des itinéraires en bateau pour les touristes surtout en période estivale.
Toutefois, le Fosso Reale nécessite une restauration globale et la reconstruction d'une partie du terre-plein écroulé dans les années 1990.

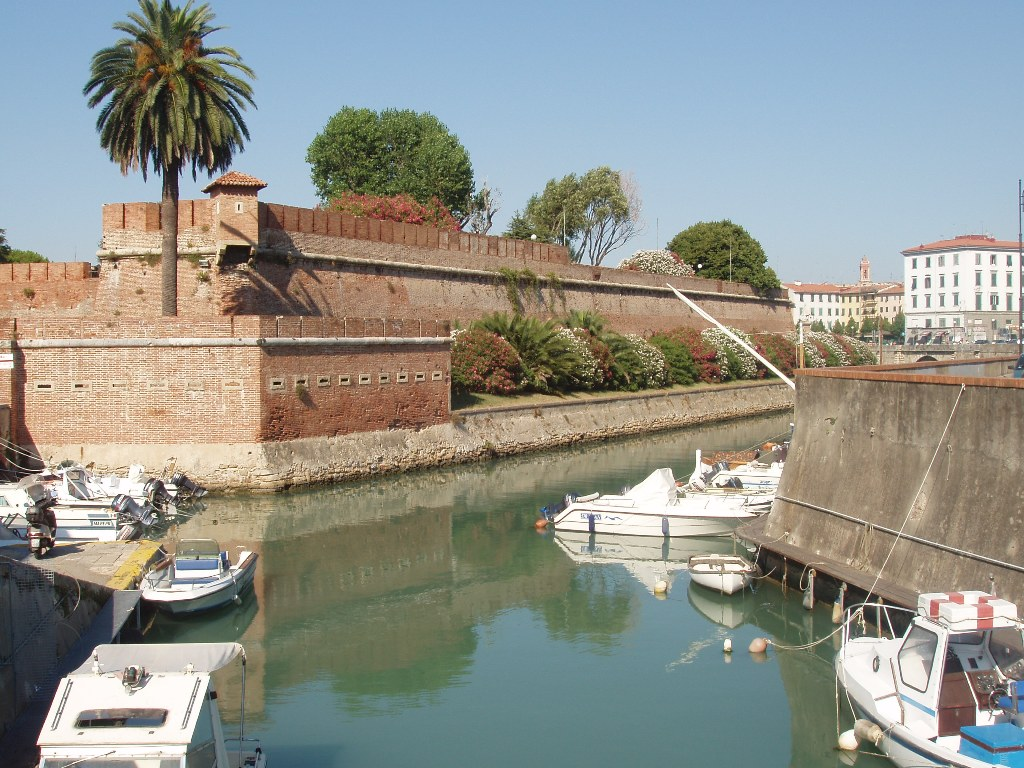
La Fortezza Nuova.

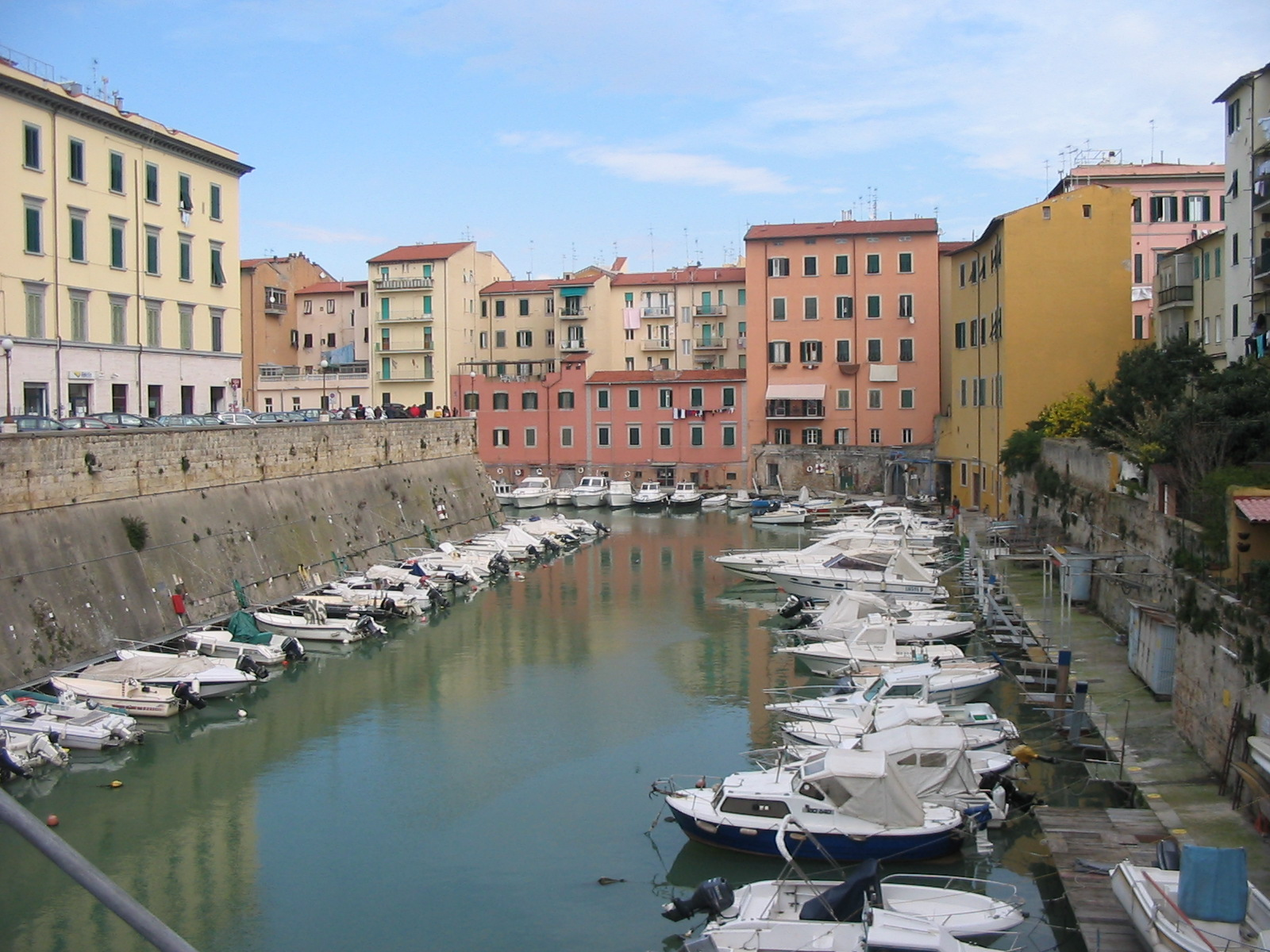
Palais le long du parcours.

## Anecdotes
Si la légende veut que Amedeo Modigliani, lors d'un séjour à Livourne en 1913, ait jeté certaines de ses sculptures dans le Fosso Reale, elles n'ont jamais été retrouvées. Les trois têtes sculptées repêchées en 1984 dans le canal se sont avérées être un canular, mis au point par trois étudiants de la ville.

## Images

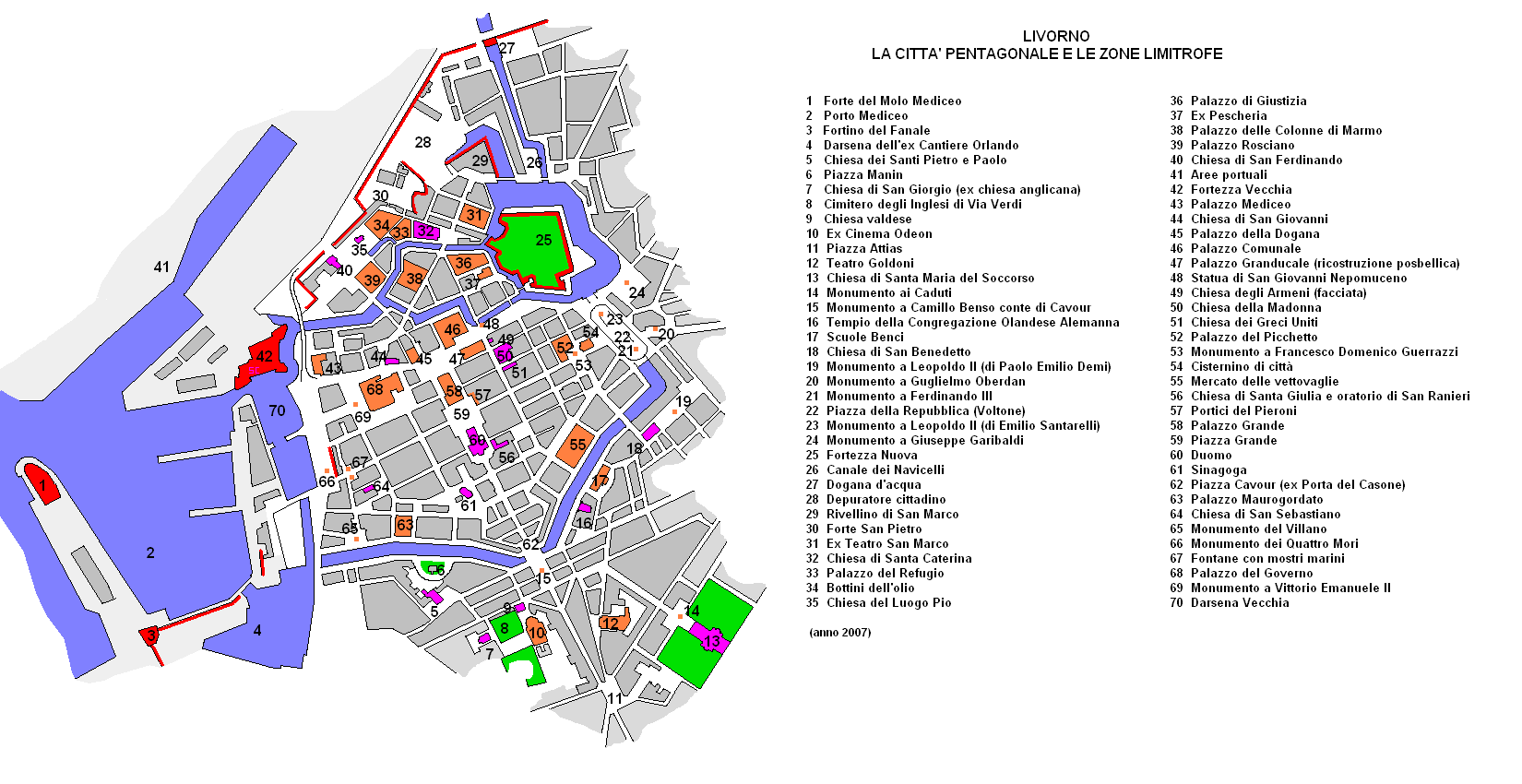
le système des fossés en 2007.
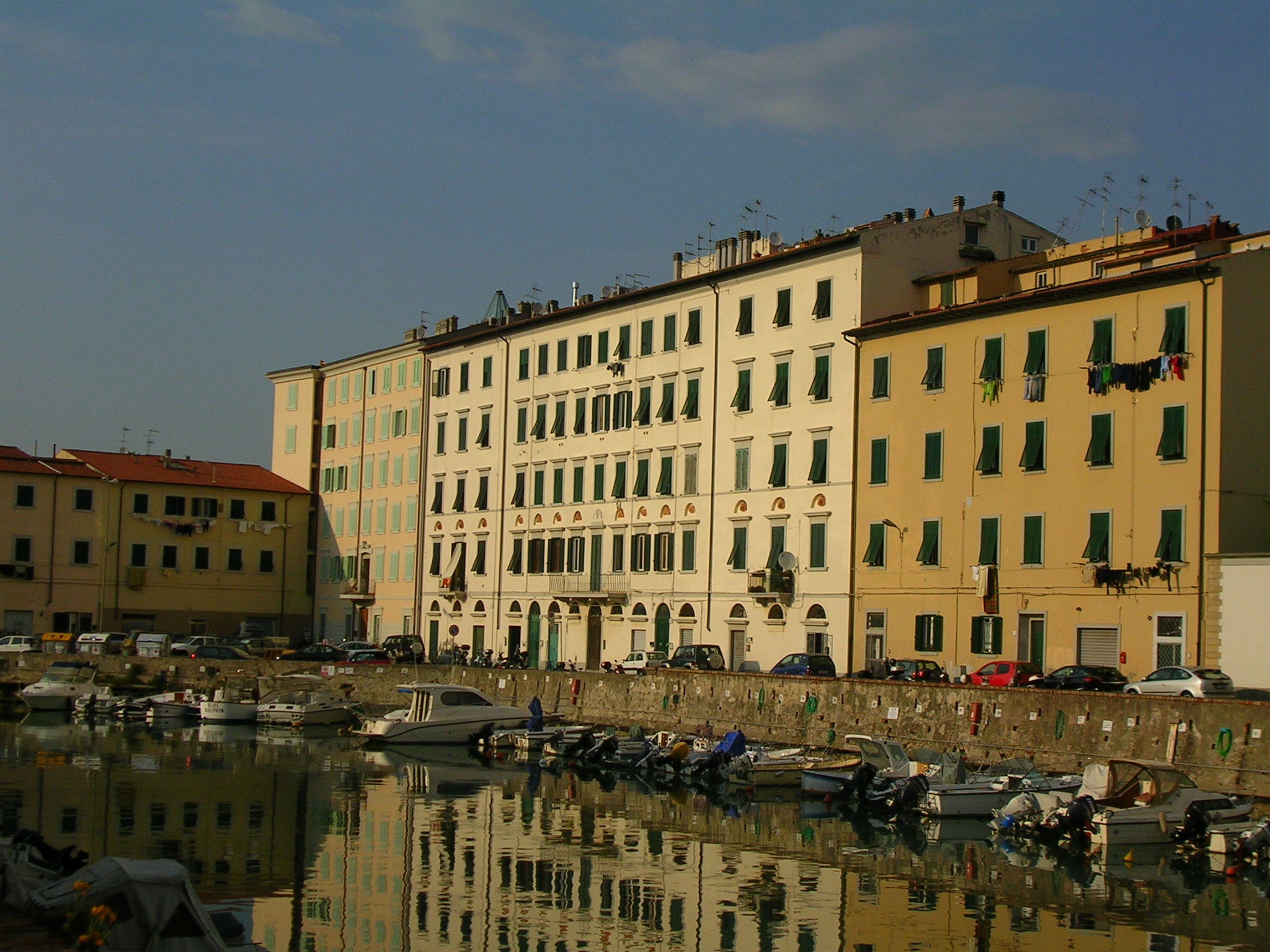
Le fossé à Rivellino di San Marco.
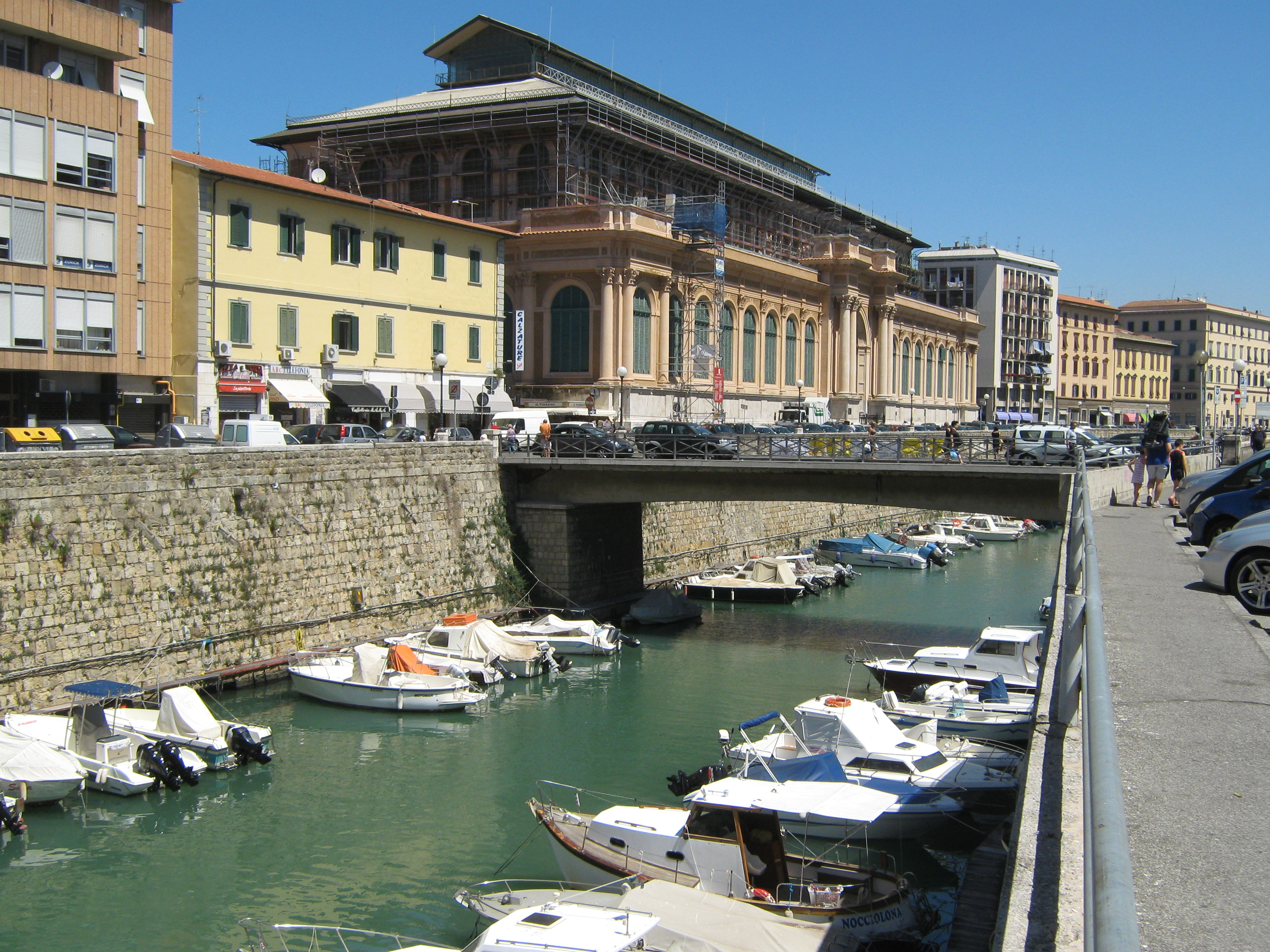
Le marché.
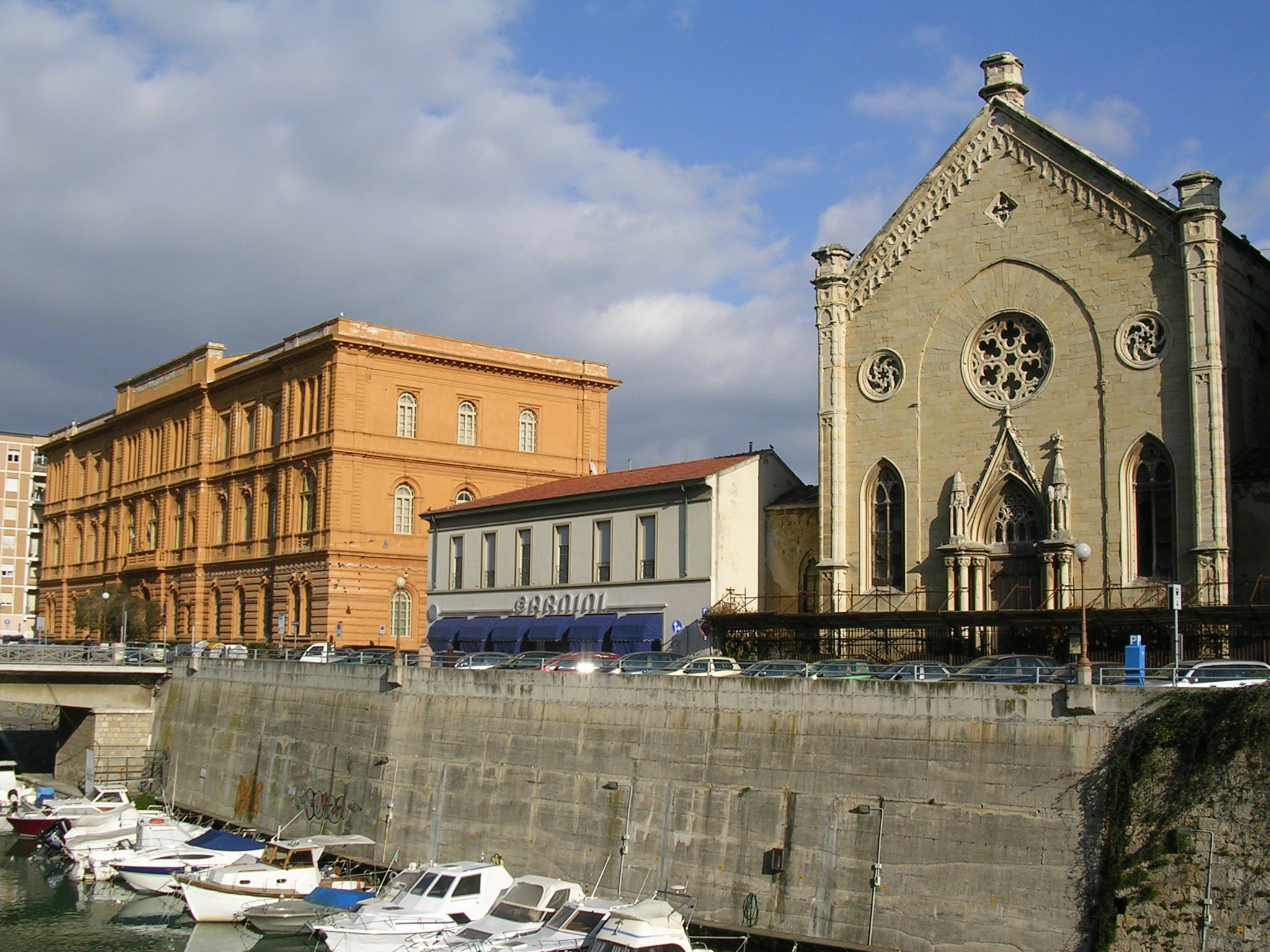
Partie de fossé éboulé.

## Sources
- (it) Cet article est partiellement ou en totalité issu de l’article de Wikipédia en italien intitulé « Fosso Reale (Livorno) » (voir la liste des auteurs).